# Robson Miguel
Robson Neves Miguel (Vitória, 28 de agosto de 1959) é um violonista brasileiro. Tornando-se referência do violão no mundo, tendo seu nome presente em mais de cem países, criando estilo próprio e um conceito contemporâneo nos arranjos para violão e as 136 composições de sua autoria escritas para violão solo, duos, grupos, big-band, orquestra popular e até orquestras sinfônicas que prisma sua qualidade como maestro de respeito nacional e internacional.
Robson Miguel têm sua biográfica em vários livros e dicionários de musica, gravou 22 vídeos aulas-show, 27 CDs e 19 DVDs que estão na galeria dos mais vendidos, tornado-se referencia e de vários artistas da música popular brasileira da atualidade, conquistando o respeito do público e da crítica internacional especializada, sendo condecorado internacionalmente como o primeiro violonista brasileiro a se destacar no ranking mundial violonístico, recebendo o maior título internacional pelo Circulo Violonístico Europeu de Madrid – Espanha, a terra onde nasceu o violão, e divulgado para o mundo em cadeia internacional através da TV Espanhola. 

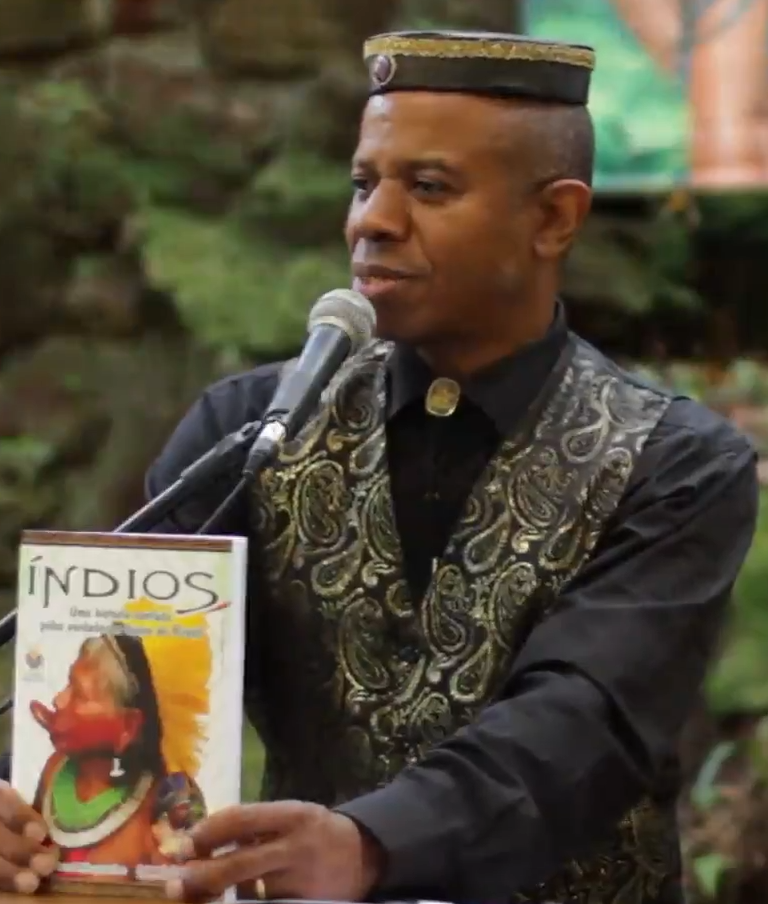
Robson em 2015, durante o lançamento de ÍNDIOS

Em 1991, tocou no evento em comemoração aos 500 anos do descobrimento da América, em que o governo espanhol reuniu 67 violonistas de todo o mundo no Castelo de Córdoba. Possui 136 obras lançadas, entre livros didáticos, CDs, DVDs e vídeos aulas-show.